# Stachys hispida
Stachys hispida là một loài thực vật có hoa trong họ Hoa môi. Loài này được Pursh miêu tả khoa học đầu tiên năm 1813.